# Lingao
Lingao, tidigare romaniserat Limko, ett härad i Hainan-provinsen i sydligaste Kina.